# Cee-lo (spel)
Cee-lo (även See-Low, 4-5-6 eller Four-Five-Six) är ett hasardspel som spelas med tre sexsidiga tärningar. Spelet har även kallats "three dice game". Namnet cee-lo kommer ursprungligen från det kinesiska namnet för spelet, som bokstavligen är den numeriska sekvensen fyra-fem-sex (四五六, Sì Wŭ Liù). Även om det finns många varianter, finns det vissa fasta regler, inklusive användningen av tre tärningar och vanliga kastkombinationer, såsom  för att vinna och  för att förlora.
De olika regeluppsättningarna kan delas in i två breda kategorier beroende på hur vadslagning hanteras. I bankspel fungerar en spelare som bankir, som täcker de individuella insatserna för de andra spelarna, som var och en konkurrerar direkt med banken. I icke-bankspel har varje spelare samma status, och det måste i denna variant finnas regler för hur spelarna ska kunna slå ihop sina insatser och försöka vinna från en gemensam pott.

## Ursprung och historia
Det precisa ursprunget till spelet är oklart, men etnografen Stewart Culin rapporterade redan 1893, att cee-lo var det mest populära tärningsspelet bland kinesisk-amerikanska arbetare, även om han också noterar att de föredrog att spela Fan-Tan samt spel med kinesiska dominobrickor, såsom Pai Gow eller Tien Gow snarare än tärningsspel. Gil Jacobs hävdar istället att spelet kommer från passe-dix, med ett bettingsystem lånat från craps.
Cee-lo blomstrade i Harlem under 1970- och 80-talen. Spelet är fortfarande populärt i amerikanska innerstäder, men är mer framträdande i olika stadsdelar i New York City som Harlem, Brownsville, Crown Heights, South Bronx och Washington Heights. En CBS-artikel från 2003 identifierade cee-lo som en modefluga på skolor i vissa områden. En dödlig skjutning i Brooklyn 2019 kopplades av polisen till en omgång cee-lo.